# Posos de vino

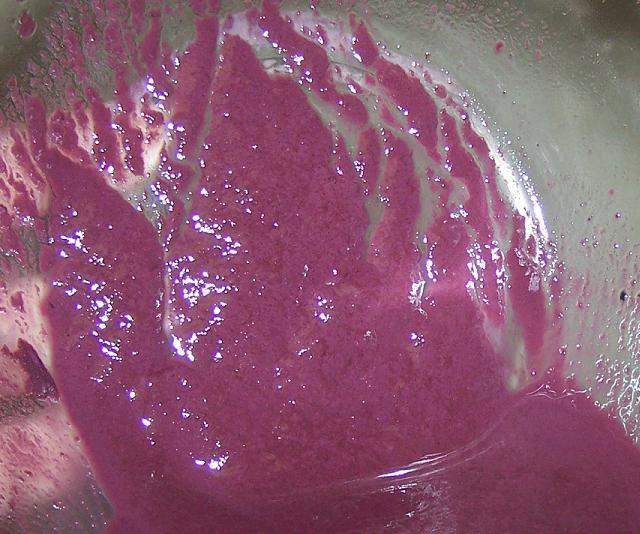
Posos de merlot.

Los posos, también conocidos como concho de vino o heces de vino, son los depósitos de levaduras muertas (ya sean estas añadidas al mosto o naturales), la levadura residual y otras partículas que se precipitan o son transportadas por clarificación al fondo de una barrica de vino tras la fermentación y el añejamiento. Los depósitos de levadura de la producción de cerveza se denominan trubs (sedimentos), pero los correspondientes a una segunda fermentación se llaman posos de cerveza. En francés al poso se le llama lie y en inglés lee.
Normalmente el vino se trasvasa a otro recipiente (trasiego), dejando detrás este sedimento. Algunos vinos (notablemente el muscadet) se dejan envejecer a veces un tiempo sobre su propio poso (proceso conocido en francés como sur lie, 'sobre poso'), lo que resulta en un peculiar aroma y sabor a levadura. El poso puede removerse (batonnage en francés) para hacer que de más sabor.
Los posos son un componente importante en la elaboración de ripasso, empleándose los posos del amarone para dar más sabor y color al valpolicella parcialmente envejecido.

## Sur lie
Sur lie, traducido del francés como "sobre las lías" o "sobre los jirones", es un término aplicado a los vinos embotellados directamente de las heces sin trasiego (un proceso de filtrado), lo que les da mayor frescura y cremosidad. El muscadet se hace de esta forma.
Algunas cervezas también se hacen a veces sobre posos.